# Olbia
Olbia (sardinski: Terranòa, galurski: Tarranòa) je grad i općina (comune) u pokrajini Sassariju u regiji Sardiniji, Italija. Nalazi se na nadmorskoj visini od 15 metara i ima 59 885 stanovnika.
 Prostire se na 383,64 km². Gustoća naseljenosti je 156 st/km².
Susjedne općine su: Alà dei Sardi, Arzachena, Golfo Aranci, Loiri Porto San Paolo, Monti, Padru, San Teodoro, Sant'Antonio di Gallura i Telti.